# استمفیلد
استمفیلد (به انگلیسی: Sternfield) یک روستا و محله مدنی در بریتانیا است که در Suffolk Coastal واقع شده‌است. استمفیلد ۱۳۲ نفر جمعیت دارد.